# Zuzana Zelinková
Zuzana Zelinková (* 5. února 1982, Mělník) je česká parkurová jezdkyně. V roce 2014 se stala sportovkyní roku za Česku jezdeckou federaci (ČJF). Mimo to je Zelinková držitelkou velkého množství cen a medailí. V červenci 2017 v Martinicích vyhrála MČR parkurového skákání, kde soutěžila s koněm Kleiner Lord ve sloučené kategorii mužů i žen: bez jediné chyby na překážkách.

## Život
Zuzana Zelinková se narodila 5. února 1982 v Mělníku, kde též vyrůstala. Ve dvanácti letech, tedy roku 1994, se v JK Mělník začala závodně věnovat jízdě na koních. Ačkoliv má české státní občanství, žije na Slovensku, kam se roku 2006 přestěhovala. O šest let později, roku 2012, se z Bratislavy přesunula do Šamorína, města na jihozápadě Slovenska.

## Jezdecká kariéra
V letech 1998 a 1999 se již účastnila ME v parkurovém skákání juniorů a právě roku 1999 postoupila s koněm Kris Kentaur do finále. Skončila na 21. místě. Po této zkušenosti se rozhodla více cestovat a sbírat zkušenosti i mimo Česko. Následně se roku 2003 s koněm Cantus-T zúčastnila ME mladých jezdců, kde získala 31. místo.
Roku 2011 se účastnila MČR v parkurovém skákání ve sloučené kategorii muži a ženy na Ptýrově, a to s koněm Luka’s Ninja. Všechna tři kola zajela čistě a bez chyby a nakonec se stala mistryní. Později sama přiznala, že to pro ni bylo velké překvapení, protože od koně Luka’s Ninja nikdo podobný výsledek neočekával. Ten se o rok později stal koněm roku ČJF.
V roce 2009 začala jezdit na koni Caleri-II a přestože byl prodán jinému chovateli, již od roku 2013 na něm Zelinková jezdila znovu. Právě s tímto holštýnským hřebcem dosáhla některých svých úspěchů, především v zahraničních závodech. Roku 2014 získal ocenění kůň roku. Během MČR 2014 Zelinková s Calerim zajela všechna tři kola bez chyby. Stejně na tom byli ale i její soupeří – Kamil Papoušek a Jiří Hruška – a rozhodující tak bylo rozeskakování. Ani během něho Zelinková nechybovala, zatímco Papoušek s Bel Cantem shodili poslední překážku. Zelinkovou ale porazil jezdec Jiří Hruška, který též nechyboval a byl o setiny sekund rychlejší.
Dalším z jejích významných koní je i Kleiner Lord, se kterým se v červenci 2017 zúčastnila MČR v Martinicich u Příbrami. Již po prvním kole byla jediným jezdcem, který byl bez trestných bodů a tento status si udržela až do posledního kola, kdy dostala trestné body za čas. Na MČR 2017 se též účastnila soutěže družstev, kterou jela s klisnou holštýnského koně Larima. Jejími dalšími významnými koňmi jsou Evita R a Calvero 1.